# Leichtathletik-Halleneuropameisterschaften 2017/Teilnehmer (Niederlande)
| Gelbes Symbol für Goldmedaillen mit stilisierten Olympischen Ringen | Graues Symbol für Silbermedaillen mit stilisierten Olympischen Ringen | Braundes Symbol für Bronzemedaillen mit stilisierten Olympischen Ringen |
| ------------------------------------------------------------------- | --------------------------------------------------------------------- | ----------------------------------------------------------------------- |
| —                                                                   | —                                                                     | 1                                                                       |

Aus den Niederlanden starteten acht Athletinnen und fünf Athleten bei den Leichtathletik-Halleneuropameisterschaften 2017 in Belgrad, die eine Bronzemedaille errangen und einen Landesrekord aufstellten.
Am 20. Februar gab der Technische Direktor des niederländischen Leichtathletikverbandes Koninklijke Nederlandse Atletiek Unie (KNAU) die 13-köpfige Mannschaft bekannt. Nicht darunter waren Mittel- und Langstreckenläuferin Sifan Hassan und Sprinterin Dafne Schippers, die sich auf die Freiluftsaison konzentrierten, sowie Mehrkämpferin Anouk Vetter, die wegen einer Knieverletzung absagen musste.

## Ergebnisse

### Frauen

#### Laufdisziplinen
| Athletin         | Disziplin   | Vorlauf     | Vorlauf | Halbfinale  | Halbfinale | Finale             | Finale             |                    |
| Athletin         | Disziplin   | Zeit        | Platz   | Zeit        | Platz      | Zeit               | Platz              |                    |
| ---------------- | ----------- | ----------- | ------- | ----------- | ---------- | ------------------ | ------------------ | ------------------ |
| Madiea Ghafoor   | 400 m       | 53,85 s     | 14      | DNS         | DNS        | –                  | nicht qualifiziert | nicht qualifiziert |
| Lisanne de Witte | 400 m       | 53,61 s     | 9       | 54,81 s     | 16         | nicht qualifiziert | nicht qualifiziert |                    |
| Sanne Verstegen  | 800 m       | 2:03,55 min | 5       | 2:03,06 min | 4          | nicht qualifiziert | nicht qualifiziert |                    |
| Maureen Koster   | 3000 m      | 8:57,52 min | 7       | –––         | –––        | 8:48,99 min        | 4                  |                    |
| Sharona Bakker   | 60 m Hürden | 8,13 s      | 10      | 8,20 s      | 10         | –––                | –––                |                    |
| Nadine Visser    | 60 m Hürden | 7,92 s PB   | 2       | 7,96 s      | 5          | 8,04 s             | 7                  |                    |

#### Sprung/Wurf
| Athletin          | Disziplin   | Qualifikation | Qualifikation | Finale | Finale |
| Athletin          | Disziplin   | Weite         | Platz         | Weite  | Platz  |
| ----------------- | ----------- | ------------- | ------------- | ------ | ------ |
| Melissa Boekelman | Kugelstoßen | 17,19 m       | 12            | 1,89 m | 7      |

#### Fünfkampf
| Athletin        | Disziplin | 60 m Hürden | Hochsprung | Kugelstoßen | Weitsprung | 800 m       | Punkte | Platz |
| --------------- | --------- | ----------- | ---------- | ----------- | ---------- | ----------- | ------ | ----- |
| Nadine Broersen | Ergebnis  | 8,42 s      | 1,81 m SB  | 14,59 m     | 6,19 m SB  | 2:20,63 min | 4582   | 5     |
| Nadine Broersen | Punkte    | 1035        | 991        | 833         | 908        | 815         | 4582   | 5     |

### Männer

#### Laufdisziplinen
| Athlet              | Disziplin | Vorlauf        | Vorlauf | Halbfinale         | Halbfinale         | Finale             | Finale             |                    |
| Athlet              | Disziplin | Zeit           | Platz   | Zeit               | Platz              | Zeit               | Platz              |                    |
| ------------------- | --------- | -------------- | ------- | ------------------ | ------------------ | ------------------ | ------------------ | ------------------ |
| Terrence Agard      | 400 m     | DNF            | DNF     | –                  | nicht qualifiziert | nicht qualifiziert | nicht qualifiziert | nicht qualifiziert |
| Liemarvin Bonevacia | 400 m     | 46,91 s        | 3       | 47,21 s            | 5                  | 46,26 s            | Bronze             |                    |
| Tony van Diepen     | 400 m     | 48,57 s        | 22      | nicht qualifiziert | nicht qualifiziert | nicht qualifiziert | nicht qualifiziert |                    |
| Thijmen Kupers      | 800 m     | 1:47,21 min SB | 2       | 1:48,69 min        | 3                  | 1:50,47 min        | 5                  |                    |
| Richard Douma       | 1500 m    | 3:53,14 min    | 18      | –––                | –––                | nicht qualifiziert | nicht qualifiziert |                    |